# ثلث صرد

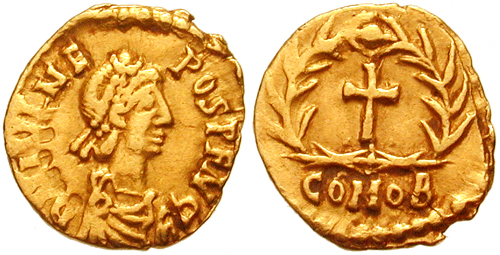
ثلث صرد ضرب بميلانو في عهد يوليوس نيبوس (474 – 475 م)

ثُلُث الصَرْد عملة ذهبية كانت متداولة في آخر أيام الإمبراطورية الرومانية (أي أيام الإمبراطورية الرومانية الشرقية أو الإمبراطورية البيزنطية)، منذ عام 383 م، حيث أول من قام بضرب هذه العملة هو ماغنوس مكسيموس. تعادل قيمة هذه العملة ثلث قيمة الصرد. نقل الأغالبة شكل ثلث الصرد بإحداثهم لنقد ربع الدينار في صقلية منذ عام 264 هـ \ 878 م.

### مواضيع ذات علاقة
- الصرد.
- نصف الصرد.